# Taifa de Beja y Évora
La Taifa de Beja y Évora fue un reino (o emirato) portugués que estuvo activo entre 1144 y 1150, fecha en la que fue conquistada por los almohades. La taifa estaba formada por las ciudades de Beja (Baja en árabe) y Évora (Yabura en árabe).

## Breve historia
En 1144, las plazas de Beja y Évora fueron sublevadas por Abú Muhammad Sidray ben Wazir, que reconocía a Ibn Qasi, rey de Badajoz, como soberano. Un año después, en 1145, conquista Badajoz y deja de reconocer a Ibn Qasi para dar su obediencia a Ibn Hamdin, señor de la taifa de Córdoba. En 1146, Ibn Wazir se sometió a los almohades y les entregó el reino. En ese año, fue también llamado Mértola por los almohades para, con sus tropas y las de otros reinos de la zona, acudir a Sevilla para cercarla y tomarla.
Después de la toma de Sevilla en 1147, Beja y Évora se alzaron nuevamente al pensar que los almohades habían sido derrotados por tribus sublevadas en el Magreb.Sin embargo, acabada la sublevación, los almohades regresaron y tomaron ambas ciudades definitivamente, terminando con el reino independiente en 1150.

## Listado de emires
- Abu Muhammad Siddray b. Wazir (1144-1150), aunque la soberanía real recayó sobre Ibn Qasi de Mértola entre el 1144 y el 1146.[1]
- Abu Walid Mohammed ibn al-Mundhir: ?
- Almohades: 1150.